# CBS Italiana
La CBS Italiana, inizialmente denominata Dischi CBS (e per un certo periodo CBS Italy) è stata una casa discografica italiana, emanazione della statunitense CBS Records International; fu attiva in Italia dal 1962 al 1989.

## Storia
La CBS Records International nacque negli Stati Uniti d'America per iniziativa della CBS (Columbia Broadcasting System) al fine di diffondere al di fuori degli Stati Uniti d'America le proprie produzioni discografiche. La CBS non solo era uno dei più importanti network televisivi e radiofonici presenti negli Stati Uniti, ma è anche attiva in ambito discografico con l'etichetta discografica Columbia Records. Il brand "CBS" venne creato per una questione di diritti, giacché il marchio "Columbia" era già posseduto in gran parte del mondo dalla EMI (in quanto proprietaria della britannica Columbia Graphophone Company).
Volendo avere una presenza in Italia, effettuò prima nel 1962 un accordo con la Dischi Ricordi che portò alla nascita della CBS Dischi che nel 1965 con l'ingresso nella proprietà della CGD cambiò la denominazione in CBS italiana sotto la direzione del consigliere d'amministrazione della CGD Giuseppe Giannini e poi nel 1970 in CBS Sugar. Per molti anni le dirigenze delle due case discografiche coincisero, così come la sede, prima in Galleria del Corso e poi, dal 1973, in Via Quintiliano 40 a Milano.
Tra gli artisti messi sotto contratto in Italia sono da ricordare I Profeti, Il Giardino dei Semplici, I Pooh, Andrea Lo Vecchio, gli Anonima Sound di Ivan Graziani, Giuliana Valci e i Camaleonti, inoltre la CBS stampò e distribuì in Italia i dischi dei principali artisti della casa madre, come Bob Dylan, The Byrds, Barbra Streisand, Leonard Cohen, Santana e Simon & Garfunkel.
Nei primi anni settanta, inoltre, distribuì nella penisola alcune case discografiche americane, come la A&M e la WB, e piccole etichette italiane, come la Derby. Nell'ambito della musica classica stampò numerosi titoli provenienti dal catalogo americano e creò la serie economica
"Classici senza tramonto".
Nel 1977 la CBS decise di aprire una propria sede autonoma in Italia: questo comportò che tutti gli artisti italiani che incidevano per il gruppo Messaggerie Musicali venissero ripartiti fra la CGD e la neonata CBS Italia; così accadde che, artisti che già incidevano sotto l'etichetta CBS (Pooh, Il Giardino dei Semplici, Loretta Goggi, Sandro Giacobbe, Squallor) vennero inglobati nella CGD, mentre all'opposto, altri colleghi di scuderia CGD, come ad esempio Raffaella Carrà e Marcella, furono ceduti alla CBS, che a quel punto dovette comunque ricreare un catalogo nazionale, mettendo sotto contratto nuovi nomi di spicco. Per la CBS usciranno, a partire dalla fine degli anni settanta e nel corso degli anni '80, dischi di Julio Iglesias (proveniente dalla Ariston), di Claudio Baglioni, Anna Oxa e Ivano Fossati (tutti provenienti dalla RCA), di Alberto Camerini (proveniente dalla Cramps Records), e poi ancora di Loredana Bertè, Miguel Bosé, Michele Zarrillo ed altri.
Artefice di questa espansione fu Piero La Falce, ex direttore commerciale della Ri-Fi, mentre l'ufficio stampa era diretto da Paola Pascon.
Nel novembre del 1987 la CBS International (e di conseguenza anche la CBS Italia) fu acquisita dalla giapponese Sony; il marchio italiano continua ad esistere per qualche anno, per poi venire mutato in Columbia.
Nel 2004 la nipponica Sony Music incorpora il gruppo tedesco Bertelsmann Music Group (BMG) (che nel 1983 aveva acquisito la RCA e nel 1993 la Dischi Ricordi) creando un nuovo colosso dal nome Sony-BMG. Molti artisti italiani vedono così raggruppate le proprie produzioni sotto un'unica major.

## Dischi
La datazione qui riportata si basa sull'etichetta del disco o sulla copertina; qualora nessuno di questi elementi abbia una datazione, è basata sulla numerazione del catalogo; talora è, infine, basata sul codice della matrice di stampa. Se esistenti, sono riportati, oltre all'anno, il mese e il giorno (quest'ultimo dato si trova, a volte, stampato sul vinile).

### 33 giri
| Numero di catalogo | Anno    | Interprete                            | Titoli                                          |
| ------------------ | ------- | ------------------------------------- | ----------------------------------------------- |
| 02787              | 1964    | Gemelle Kessler                       | Le gemelle Kessler a Studio Uno                 |
| 52437              | 1967    | Gino Paoli & The Casuals              | Gino Paoli and The Casuals                      |
| 52453              | 1967    | Peppino Negri & The Dragons           | Questa sera: rhythm and blues!                  |
| 52455              | 1967    | I Roll's 33                           | I Roll's 33                                     |
| 52848              | 1967    | Franco Monaldi                        | Mezz'ora con Mascheroni                         |
| 53453              | 1967    | Andrea Lo Vecchio                     | Storie d'amore                                  |
| 62715              | 1967    | Romano Mussolini e Henry Wright       | Prisoner of amore                               |
| 62862              | 1967    | Renzo Barbera, Alberto Piazza         | Ssssicilia                                      |
| 62995              | 1967    | I Cetra                               | Ieri oggi                                       |
| 63325              | 1968    | Quartetto Cetra                       | Non cantare, spara                              |
| 63350              | 05-1968 | Camaleonti                            | Io per lei                                      |
| 63404              | 1968    | Gigliola Cinquetti                    | Gigliola Cinquetti e il Trio Panchos in Messico |
| 63502              | 1969    | Roberto Carlos                        | L'inimitabile                                   |
| 64225              | 1970    | Renato dei Profeti                    | Innamorato                                      |
| S 70090            | 1971    | Ennio Morricone                       | La Califfa                                      |
| 64592              | 1971    | Pooh                                  | Opera prima                                     |
| S 65465            | 1973    | Artie Kaplan                          | Confessions of a Male Chauvinist Pig            |
| S 65627            | 1973    | Loy e Altomare                        | Portobello                                      |
| 65669              | 1973    | Camaleonti                            | I magnifici Camaleonti                          |
| S 65829            | 1973    | Artie Kaplan                          | My Songs                                        |
| 69056              | 1974    | Camaleonti                            | Amicizia e amore                                |
| 69064              | 1974    | Loy e Altomare                        | Chiaro                                          |
| 69085              | 1974    | Cico                                  | Notte                                           |
| 69105              | 1975    | Tony Cucchiara, Marisa Sannia e altri | Storie di periferia                             |
| 69149              | 1975    | Camaleonti                            | Piccola Venere ed altri successi                |
| 69164              | 1975    | Renato Carosone                       | Dal vivo dalla Bussola                          |
| 69186              | 1975    | Marina Fabbri                         | Le canzoni dell'Opera da tre soldi              |
| 69231              | 1975    | Ennio Morricone                       | Un genio, due compari, un pollo                 |
| 69233              | 12-1975 | Gatti di Vicolo Miracoli              | In caduta libera                                |
| 69234              | 1976    | Camaleonti                            | Che aereo stupendo...la speranza                |
| 81170              | 1976    | Il Giardino dei Semplici              | Il Giardino dei Semplici                        |
| 81476              | 1976    | Alberto Radius                        | Che cosa sei                                    |
| 82092              | 1977    | Il Giardino dei Semplici              | Le Favole del Giardino                          |
| 82630              | 02-1978 | Giangilberto Monti                    | L'ordine è pubblico?                            |
| 83335              | 12-1978 | Claudio Baglioni                      | E tu come stai?                                 |
| 83633              | 03-1978 | Giangilberto Monti                    | Il giro del giorno                              |
| 84156              | 1980    | Amedeo Minghi                         | Minghi                                          |
| 84270              | 1980    | Alessio Colombini                     | A proposito di me                               |
| 84677              | 09-1980 | Banco del Mutuo Soccorso              | Urgentissimo                                    |
| 84764              | 06-1981 | Claudio Baglioni                      | Strada facendo                                  |
| 84765              | 1981    | Giangilberto Monti                    | E domani?                                       |
| 85359              | 1981    | Bernardo Lanzetti                     | Gente nervosa                                   |
| 85415              | 10-1981 | Banco del Mutuo Soccorso              | Buone notizie                                   |
| 25046              | 10-1982 | Giangilberto Monti                    | Guardie e Ladri                                 |
| 25182              | 1982    | Bernardo Lanzetti                     | Bernardo Lanzetti                               |
| 25430              | 1983    | Ivano Fossati                         | Le città di frontiera                           |
| 25724              | 1983    | Loredana Bertè                        | Jazz                                            |
| 26107              | 1984    | Loredana Bertè                        | Savoir faire                                    |
| 26203              | 1984    | Ivano Fossati                         | Ventilazione                                    |
| 26533              | 1985    | Claudio Baglioni                      | La vita è adesso                                |
| 26534              | 1985    | Loredana Bertè                        | Carioca                                         |
| 26642              | 07-1985 | Banco del Mutuo Soccorso              | ...e via                                        |
| 57011              | 1986    | Ivano Fossati                         | 700 giorni                                      |
| 57047              | 1986    | Nicola Di Bari                        | Innamorarsi                                     |
| 57076              | 06-1986 | Loredana Bertè                        | Fotografando...i miei successi                  |
| 450364 1           | 10-1986 | Claudio Baglioni                      | Assolo                                          |
| 450210 1           | 02-1987 | Luca Barbarossa                       | Come dentro un film                             |
| 460083 1           | 1987    | Giusto Pio                            | Note                                            |
| 460524 1           | 1987    | Francesco De Gregori                  | Terra di nessuno                                |
| 460664 1           | 1988    | Ivano Fossati                         | La pianta del tè                                |
| 462878 1           | 1988    | Miki                                  | Spine senza rose                                |
| 465058 1           | 1989    | Riccardo Fogli                        | Non finisce così                                |
| 465172 1           | 04-1989 | Francesco De Gregori                  | Mira Mare 19.4.89                               |
| 465991 1           | 1989    | Luca Barbarossa                       | Al di là del muro                               |
| 466135 1           | 11-1990 | Claudio Baglioni                      | Oltre                                           |
| 466570 1           | 1990    | Riccardo Fogli                        | Sentirsi uniti                                  |
| 466727 1           | 1990    | Lucio Battisti                        | La sposa occidentale                            |

### 33 giri pubblicati con etichetta Epic
| Numero di catalogo | Anno | Interprete       | Titoli                                  |
| ------------------ | ---- | ---------------- | --------------------------------------- |
| EPC 465181 1       | 1989 | Vincenzo Zitello | Kerygma                                 |
| EPC 466136 1       | 1989 | Fiorella Mannoia | Di terra e di vento                     |
| EPC 467079 1       | 1990 | Ivano Fossati    | Discanto                                |
| EPC 468104 1       | 1991 | Rudy Marra       | Com'eravamo stupidi                     |
| EPC 468107 1       | 1991 | Riccardo Fogli   | A metà del viaggio                      |
| EPC 471187 1       | 1992 | Fiorella Mannoia | I treni a vapore                        |
| EPC 471496 1       | 1992 | Ivano Fossati    | Lindbergh - Lettere da sopra la pioggia |
| EPC 473901-1       | 1993 | Ivano Fossati    | Dal vivo volume I - Buontempo           |
| EPC 473902-1       | 1993 | Ivano Fossati    | Dal vivo volume 2 - Carte da decifrare  |
| EPC 477999-1       | 1994 | Ivano Fossati    | Il toro (colonna sonora)                |

### 33 giri pubblicati con etichetta Columbia
| Numero di catalogo | Anno | Interprete                             | Titoli                                |
| ------------------ | ---- | -------------------------------------- | ------------------------------------- |
| COL 466728 1       | 1990 | Anna Oxa                               | Oxa live con i New Trolls             |
| COL 471378 1       | 1992 | Luca Barbarossa                        | Cuore d'acciaio                       |
| COL 471501 1       | 1992 | Anna Oxa                               | Di questa vita                        |
| COL 471835 1       | 1992 | Julio Iglesias                         | Anche senza di te                     |
| COL 472069 1       | 1992 | Claudio Baglioni                       | Assieme oltre il concerto             |
| COL 472215 1       | 1992 | Francesco De Gregori                   | Canzoni d'amore                       |
| COL 472238 1       | 1992 | Lucio Battisti                         | Cosa succederà alla ragazza           |
| COL 472774 1       | 1992 | Claudio Baglioni                       | ancorAssieme                          |
| COL 472784 1       | 1992 | Umberto Marcato                        | I miei successi                       |
| COL 473718 1       | 1993 | Paola Massari                          | Il vento Matteo                       |
| COL 473719 1       | 1993 | Luca Barbarossa                        | Vivo                                  |
| COL 473803 1       | 1993 | Anna Oxa                               | Cantautori                            |
| COL 474827 1       | 1993 | Anna Oxa                               | Do di petto                           |
| COL 476958 2       | 1994 | Anna Oxa                               | Cantautori 2                          |
| COL 476959 1       | 1994 | Luca Barbarossa                        | Le cose da salvare                    |
| COL 478090 1       | 1994 | Gianni Dei                             | Nessuno è imbattibile                 |
| COL 481107 1       | 1995 | Claudio Baglioni                       | Io sono qui                           |
| COL 484174 1       | 1995 | Ivano Fossati                          | Macramè                               |
| COL 486650 2       | 1996 | Claudio Baglioni                       | Attori e spettatori                   |
| COL 486675 2       | 1996 | Julio Iglesias                         | Tango                                 |
| COL 487741 1       | 1997 | Claudio Baglioni                       | Anime in gioco                        |
| COL 489836 1       | 1998 | Ivano Fossati                          | Time and Silence - Canzoni a raccolta |
| COL 491807 2       | 1998 | Claudio Baglioni                       | A-Live                                |
| COL 495070 1       | 1999 | Claudio Baglioni                       | Viaggiatore sulla coda del tempo      |
| COL 495072 1       | 2000 | Ivano Fossati                          | La disciplina della Terra             |
| COL 497529 1       | 2000 | Ricky Gianco                           | Tandem                                |
| COL 499911 1       | 2000 | Claudio Baglioni                       | Acustico                              |
| COL 499893 1       | 2001 | Francesco De Gregori                   | Amore nel pomeriggio                  |
| COL 510218 1       | 2002 | Francesco De Gregori e Giovanna Marini | Il fischio del vapore                 |
| COL 510540 1       | 2003 | Ivano Fossati                          | Lampo viaggiatore                     |
| COL 512019 1       | 2003 | Claudio Baglioni                       | Sono io - l'uomo della storia accanto |
| COL 518965 1       | 2004 | Ivano Fossati                          | Dal vivo volume 3 - Tour acustico     |
| COL 519128-2       | 2005 | Claudio Baglioni                       | Crescendo e cercando                  |

### 45 giri
| Numero di catalogo | Anno             | Interprete                                       | Titoli                                                                 |
| ------------------ | ---------------- | ------------------------------------------------ | ---------------------------------------------------------------------- |
| BA 121001          | 1962             | Tony Bennett                                     | I Left My Heart In San Francisco/Once Upon A Time                      |
| BA 121002          | 1962             | Andy Williams                                    | Maria/Tonight                                                          |
| BA 121.005         | 1962             | Ray Conniff                                      | The Continental/Swing little glow worm                                 |
| BA 121008          | 1962             | Gianni Sanjust                                   | Un vecchio clarino/C'è sempre qualcuno                                 |
| BA 121015          | 1962             | Ray Conniff                                      | Scarlet/Popsy                                                          |
| BA 121016          | 1962             | Doris Day                                        | Over and over again/This can't be love                                 |
| BA 121018          | 1962             | Frank De Vol                                     | What Ever Happened to Baby Jane?/I've Written A Letter To Daddy        |
| BA 121019          | 1963             | Eydie Gormé                                      | Colpa della Bossa Nova/Guess I Should have loved him more              |
| BA 121022          | 1963             | Ray Conniff                                      | Smoke gets in your eyes/I'm an old cowhand                             |
| BA 121029          | 1962             | Mahalia Jackson                                  | I'm On My Way/Onward, Christian Soldiers                               |
| BA 121030          | 1963             | Guido e Maurizio                                 | Un vecchio macinino/La goccia d'acqua                                  |
| BA 121031          | 1963             | Carlo Pes                                        | Quisasevà/O meu violao                                                 |
| BA 121036          | 24 aprile 1963   | Gianni Sanjust                                   | Tu verrai da me/Una storia come tante                                  |
| BA 121039          | 1963             | Andy Williams                                    | Eri un'abitudine/Un giorno e poi                                       |
| BA 121042          | 1963             | Gli Alligatori                                   | Tu con me/55 giorni a Pechino                                          |
| 1311               | 1964             | Jonica                                           | Dimmi qualcosa d'importante/Preferisco non andare al cinema            |
| 1312               | 1964             | Gianni Sanjust                                   | Io che non piangevo mai/Dici davvero                                   |
| 1313               | 1964             | Franco De Bellis                                 | È perché ti amo/T'ho lasciato                                          |
| 1314               | 1964             | Gianni Sanjust                                   | Vecchio sole/Rimpiangerai rimpiangerai                                 |
| 1315               | 1964             | Gianni Sanjust                                   | Dardanella/Lucienne                                                    |
| 1320               | 1965             | Gianni Sanjust]                                  | Ti scorderai di me/Rimpiangerai                                        |
| 1321               | 1965             | Gianni Sanjust]                                  | Non ci penso più/Lontano dagli occhi                                   |
| 1327               | 1965             | Tina Centi                                       | Avrei danzato ancora/Che bella favola                                  |
| 1338               | 1965             | Bernd Spier                                      | I miei baci non puoi scordare/Le ragazze che ho baciato                |
| 1339               | 07- luglio 1964  | Kenny Rankin                                     | Soltanto ciao/Ogni giorno che verrà                                    |
| 1346               | 1965             | The Minstrels                                    | Le colline sono in fiore/Miss Katy Cruel                               |
| 1347               | 1965             | The Minstrels                                    | Se piangi, se ridi/Green, Green                                        |
| 1348               | 1965             | The Minstrels                                    | Stasera gli angeli non volano/Silly Ol' Summertime                     |
| 1349               | 1965             | The Minstrels                                    | Bella ciao/The Drinkin Gourd                                           |
| 1462               | 1965             | Bob Dylan                                        | Blowin' In The Wind/Corrinna, Corrinna                                 |
| 1611               | 1965             | Marisa Del Frate                                 | I pensieri dell'amore/Ragazzo va                                       |
| 1746               | 1965             | Gemelle Kessler                                  | Il giro/Sei baciabile                                                  |
| 1859               | 1965             | The Minstrels                                    | Susianna/Californio                                                    |
| 1890               | 1965             | The Minstrels                                    | Cam-Caminì/Belfagor Stomp                                              |
| 1896               | 1966             | Bob Dylan                                        | Like A Rollin Stone/Positively 4th Street                              |
| 1900               | 1966             | Bob Dylan                                        | Highway 61 Revisited/Can You Please Crawl Out Your Window?             |
| 1904               | 1966             | Bob Dylan                                        | The Times They Are-A Changin'/Subterranean Homesick Blues              |
| 2162               | 1966             | The Minstrels                                    | Una rosa da Vienna/A la buena de Dios                                  |
| 2163               | 01-1966          | Chad and Jeremy                                  | Adesso sì/Nessuno più di me                                            |
| 2212               | 1966             | Gemelle Kessler                                  | Su e giù/Se non sono giovani                                           |
| 2255               | 1966             | Plinio Maggi                                     | I miei pensieri/Giri, giri, fai dieci                                  |
| 2260               | 1966             | Henry Wright                                     | Nature Boy/Io non so niente                                            |
| 2299               | 1966             | Lui                                              | Al di la del Fiume/So che tu non credi                                 |
| 2307               | 1966             | Bob Dylan                                        | Rainy Day Women n° 12 & 35/Pledging My Time                            |
| 2333               | 1966             | Quartetto Cetra                                  | Juanita Banana/Tango Courreges                                         |
| 2334               | 1966             | Quartetto Cetra                                  | La ballata del soldato/Egli di lassù                                   |
| 2368               | 1966             | The Casuals                                      | Il sole non tramonterà/L'amore dura solo un attimo/Land of 1000 dances |
| 2414               | 1966             | I Barabba                                        | Sono stufo di te/Non ho capito                                         |
| 2424               | 1966             | I Roll's 33                                      | Principessa/Il mondo che verrà                                         |
| 2426               | 1966             | Bob Dylan                                        | Just Like A Woman/I Want You                                           |
| 2441               | 10-1966          | Alberta                                          | Un giorno in più/Dimmelo ancora                                        |
| 2476               | 1966             | Bob Dylan                                        | Mixed up confusion/Corrina, Corrina                                    |
| 2613               | 1967             | Anna Maria Izzo                                  | Non svegliarti mai/E' capitato proprio a me                            |
| 2676               | 1967             | Andrea Lo Vecchio                                | Ho scelto Bach/Il mio coraggio                                         |
| 2710               | 1967             | The Casuals                                      | Siamo quattro/Il grigio mr. James                                      |
| 2726               | 1967             | Riki Maiocchi                                    | Prendi fra le mani la testa/Prega                                      |
| 2734               | 1967             | I Roll's 33                                      | 33/1° verità/Solo gli angeli ci capiranno                              |
| 2788               | 1967             | Roberto Carlos                                   | La donna di un amico mio/Io ti darei il cielo                          |
| 2810               | 1967             | Thane Russall                                    | Adesso è tardi/If I Were A Carpenter                                   |
| 2811               | 1967             | Giuliana Valci                                   | Quando gli occhi sono buoni/Un inutile discorso                        |
| 2979               | 1967             | Tony Dallara                                     | Tante tante tante tante tante/Comme 'o destino d''e fronne             |
| 3010               | 1967             | I Roll's 33                                      | Allora decidi ora/Ma coa vuoi                                          |
| 3035               | 1967             | Paul Revere & the Raiders                        | Io sogno te/Little Girl                                                |
| 3039               | 1967             | Camaleonti                                       | L'ora dell'amore / Noi e gli altri                                     |
| 3040               | 1967             | Plinio Maggi                                     | Che notte/E' piccolo il cielo                                          |
| 3046               | 1967             | Gli Alligatori                                   | Settembre ti dirà/Dedicata a te                                        |
| 3048               | 10-1967          | Anonima Sound                                    | Fuori piove/Parla tu                                                   |
| 3219               | 01-1968          | Giuliana Valci                                   | Sera/L'attesa è breve                                                  |
| 3364               | 1968             | I Roll's 33                                      | L'amica di Marlene/Fatemi sfogare                                      |
| 3416               | 1968             | I Cliffters                                      | Preghiera/La fretta di arrivare                                        |
| 3417               | 1968             | Ricchi e Poveri                                  | L'ultimo amore (Ever lasting love)/Un amore così grande                |
| 3418               | 1968             | Anonima Sound                                    | L'amore mio, l'amore tuo /I tetti                                      |
| 3439               | 1968             | Quartetto Cetra                                  | Non cantare, spara/Cinderella Rockefella                               |
| 3441               | 1968             | Morvan                                           | Congratulations/Ama me                                                 |
| 3442               | 1968             | Le Stelle di Mario Schifano                      | E il mondo va/Su una strada                                            |
| 3445               | 01-1968          | Guy Mardel                                       | Ditemi dov'è/Chi meglio di me                                          |
| 3514               | 1968             | Mini Molly                                       | L'ultima preghiera/Un ricordo                                          |
| 3515               | 1968             | Giuliana Valci                                   | Amore mi manchi/Una sola via                                           |
| 3571               | 1968             | I Roll's 33                                      | L'amica di Marlene/Tempo di villeggiatura                              |
| 3589               | 1968             | The Chanters                                     | Qualcosa non va/Tu mi avrai                                            |
| 3724               | 1968             | Helenio Herrera Jr. & The Double H. Groupe       | Jenny/Quando non gira                                                  |
| 3729               | 1968             | Vlado                                            | Un filo di vita/Il profilo di una donna                                |
| 3800               | 1968             | Nello Marini                                     | L'amore è il mio mestiere/Per te                                       |
| 3838               | 1968             | I Baci                                           | Povero cane/La strada bianca                                           |
| 3910               | 1969             | I Roll's 33                                      | Un vagabondo come me/Re dei re                                         |
| 3987               | 1969             | Sandro                                           | Una ragazza e una chitarra/Già                                         |
| 4087               | 1969             | David McWilliams                                 | Un sasso nel cuore/Lo straniero                                        |
| 4168               | 1969             | I Baci                                           | Torna/Il successo della vita                                           |
| 4214               | 05-1969          | Anonima Sound                                    | Josephine/Mille ragioni                                                |
| 4232               | 1969             | Gerard Kalfan                                    | La mia mano ti do/Mi hai bruciato come il sole                         |
| 4627               | 10-1969          | I Camaleonti                                     | Mamma mia/In poche parole ti amo                                       |
| 4929               | 1970             | Renato dei Profeti                               | Lady Barbara/L'università                                              |
| 5247               | 1970             | Renato dei Profeti                               | Verità che batti nella mente/Posso giurarti che                        |
| 7171               | 1971             | Piero                                            | Siamo la gente, siamo il mondo/Pedro e la terra                        |
| 7172               | 1971             | Renato dei Profeti                               | Hello terra/Leggenda                                                   |
| 7509               | 1971             | Gerard Manuel                                    | Ci siamo dati troppo amore/On a trop fait l'amour ensemble             |
| 7781               | 1972             | Franco Architetti                                | Vamzer di fine stagione/Ricordo di te                                  |
| 8015               | 1972             | Gloria Guida                                     | L'uomo alla donna non può dire no/Pioggia nell'anima                   |
| 8375               | 1972             | Gloria Guida                                     | Cuore, fatti onore/Pioggia nell'anima                                  |
| 1189               | 1973             | Artie Kaplan                                     | Harmony/Stay, Don't Go                                                 |
| 1242               | 1973             | Renato dei Profeti                               | Harmony/E' dal cuore che nasce amore                                   |
| 1305               | 02-1973          | Alessandro                                       | Tre minuti di ricordi/La verde panca                                   |
| 1312               | Marzo 1973       | Daniele Montenero                                | Guardami/Domani nasce un altro uomo                                    |
| 1443               | 1973             | I ragazzi di Francesco                           | La canzone delle creature/Amo la mia vita                              |
| 1478               | 1973             | I Camaleonti                                     | Perché ti amo/Vado in bianco                                           |
| 1920               | 1973             | Artie Kaplan                                     | Steppin' Stone/Bensonhurst Blues                                       |
| 1952               | 1973             | Loy e Altomare                                   | Insieme a me tutto il giorno/Il matto                                  |
| 2230               | 1974             | Sandro Giacobbe                                  | Signora mia/La stanza del sole                                         |
| 2838               | 1974             | Loy e Altomare                                   | Quattro giorni insieme/Sogni                                           |
| 3049               | 1975             | Sandro Giacobbe                                  | Il giardino proibito/Circostanze                                       |
| 3249               | 1975             | Claudio Villa                                    | Bandiera rossa/Bella ciao                                              |
| 3260               | 1975             | Gli Opera                                        | Donna di chi/Se tu, se mai                                             |
| 3261               | 04-1975          | Il Giardino dei Semplici                         | M'innamorai/Una storia                                                 |
| 3657               | 1975             | Sandro Giacobbe                                  | Io prigioniero/Mary Claire                                             |
| 3821               | 11-1975          | Il Giardino dei Semplici                         | Tu, ca nun chiagne/Una storia                                          |
| 3846               | 11-1975          | Paola Orlandi                                    | Papaya/Lady Fortuna                                                    |
| 3889               | 1975             | Ennio Morricone                                  | Un genio, due compari, un pollo / Pepper chewing-gum                   |
| 4042               | 1976             | Gli Opera                                        | L'ho persa ancora/Se tu, se mai                                        |
| 4043               | 1976             | Sandro Giacobbe                                  | Gli occhi di tua madre/Dieci anni fa                                   |
| 4076               | 1976             | Piter Felisatti                                  | La bambola d'argilla/Adesso che è mattino                              |
| 4164               | 1976             | Riccardo Fogli                                   | Mondo/Finito                                                           |
| 4255               | 1976             | Renato Carosone                                  | Triki-trak/O sole mio                                                  |
| 4387               | 31 maggio 1976   | Il Giardino dei Semplici                         | Vai/Tamburino                                                          |
| 4529               | 1976             | Alberto Radius                                   | Che cosa sei?/Il respiro di Laura                                      |
| 5070               | 24 febbraio 1977 | Il Giardino dei Semplici                         | Miele/Angela                                                           |
| 5071               | 1977             | Massimo Altomare                                 | Il torrente/Gato Lee                                                   |
| 5182               | 1977             | Lorenzo Pilat                                    | Matrimonio sbagliato/Fin da bambino                                    |
| 5183               | 1977             | Checco Loy                                       | Viaggio in 2ª classe - Partenza/Viaggio in 2ª classe - Arrivo          |
| 6562               | 24 luglio 1978   | Giangilberto Monti                               | Balthazar/Storia di una nota                                           |
| 6726               | 1978             | Julio Iglesias                                   | Pensami/Stai                                                           |
| 6786               | 1978             | Sorelle Bandiera                                 | Fatti più in là/No, io non ci sto                                      |
| 6822               | 1978             | Renato Rascel                                    | Sì...buonasera!/Un cuore con la "K"                                    |
| 7239               | 1978             | Amedeo Minghi                                    | Di più/Prima che sia rumore                                            |
| 7277               | 1978             | Michele Zarrillo                                 | Indietro no/Quanto                                                     |
| 7781               | 1978             | Franco Architetti                                | Valzer della stagione/Ricordo di te                                    |
| 7894               | 1978             | Diego Vilar                                      | Una ragazza/Il tempo che innamora                                      |
| 8023               | 1978             | Sorelle Bandiera (lato A) e Neil Hansen (lato B) | Rimmel e cipria/All my life                                            |
| 8142               | 1978             | Succo d'Arancia e il piccolo Pierfrancesco       | Al volante di una Ford/Rascal Rag                                      |
| 8214               | 21 gennaio 1980  | Billy's gang                                     | Billy il bugiardo/Billy il buguardo (strumentale)                      |
| 8319               | 1980             | Amedeo Minghi                                    | Sicuramente tu/Ti volevo cantare                                       |
| 8520               | 1980             | Michele Zarrillo                                 | Più forte/Troppo amore                                                 |
| 9044               | 1980             | Alessio Colombini                                | Poi ti direi di sì/Mariposa non è un fiore                             |
| 9532               | 1981             | Michele Zarrillo                                 | Su quel pianeta libero/Strano                                          |
| 9566               | 1981             | I Gufi                                           | Pazzesco/Sudameritalia                                                 |
| A 1057             | 10 marzo 1981    | Giangilberto Monti                               | Hey signorina/Dimmi di domani                                          |
| A 1226             | 1981             | Michele Zarrillo                                 | Non è finita/Sarabanda                                                 |
| A 1284             | 1981             | Marcella Bella                                   | Canto straniero/Così piccolo                                           |
| A 1363             | 1981             | Amedeo Minghi                                    | Qualcuno/Qualcuno parte 2°                                             |
| A 1478             | 1981             | Patrizia Pellegrino                              | Automaticamore/Beng!!!                                                 |
| A 1970             | 1982             | Michele Zarrillo                                 | Una rosa blu/Venere                                                    |
| A 1971             | 1982             | Anna Oxa                                         | Io no/Cammina                                                          |
| A 2132             | 1982             | Ana Belén                                        | Il tempo dell'oscurità/Sei l'amore mio...agapimu                       |
| A 2421             | 1982             | Marcella Bella                                   | Problemi/Un anno in più                                                |
| A 2546             | 1982             | Claudio Baglioni                                 | Avrai/5 (una casa nuova)/Avrai (strumentale)                           |
| A 2830             | 1982             | Anna Oxa                                         | Fammi ridere un po'/Ed Anna pensò                                      |
| A 3003             | 1983             | Giangilberto Monti                               | Balla bella/Metrò                                                      |
| A 3091             | 1983             | Gianni Nazzaro                                   | Mi sono innamorato di mia moglie/Se non piove ci potremo amare         |
| A 3092             | 1983             | Riccardo Azzurri                                 | Amare te/Vento di terra, vento di mare                                 |
| A 3108             | 1983             | Alessio Colombini                                | Scatole cinesi/Ci volevi tu                                            |
| A 3261             | 4 marzo 1983     | Banco                                            | Moby Dick/Velocità                                                     |
| A 3316             | 1983             | Anna Oxa                                         | Senza di me (What about me)/Hi-fi                                      |
| A 3317             | 1983             | Michele Zarrillo                                 | La voglia di volare/Valery                                             |
| A 3487             | 1983             | P'aco Dalcatraz                                  | Granchio/Mutande                                                       |
| A 3890             | 1983             | Francesco Nuti                                   | Son contento/Trocadero bar                                             |
| A 4166             | 12 gennaio 1984  | Alberto Camerini                                 | La bottega del caffè/Pizza break                                       |
| A 4167             | 1984             | Anna Oxa                                         | Non scendo/Primo amore come stai                                       |
| A 4170             | 1984             | Silvia Conti                                     | Favola triste/Hey ragazzo                                              |
| A 4403             | 1984             | Anna Oxa                                         | Eclissi totale/Tornerai                                                |
| A 4443             | 1984             | Luca Barbarossa                                  | Colore/Belle le tue labbra                                             |
| A 4464             | 1984             | Marcella Bella                                   | Nel mio cielo puro/Febbre d'amore                                      |
| A 6026             | 1985             | Anna Oxa                                         | A lei/Piccola, piccola fantasia                                        |
| A 6027             | 1985             | Michele Pecora                                   | Me ne andrò/Piove                                                      |
| A 6031             | 1985             | New Glory                                        | Sorrisi/Starship                                                       |
| A 6034             | 21 gennaio 1985  | Banco                                            | Grande Joe/Allons enfants                                              |
| A 6178             | 1985             | Luca Barbarossa                                  | Vita/Vita (strumentale)                                                |
| A 6222             | 1985             | Anna Oxa                                         | Parlami/Piccola, piccola fantasia                                      |
| A 6348             | 1985             | Loredana Bertè                                   | Acqua/Banda clandestina                                                |
| A 6871             | 1986             | Loredana Bertè                                   | Re/Fotografando                                                        |
| A 6888             | 1986             | Anna Oxa                                         | E' tutto un attimo/Tenera immagine                                     |
| A 6904             | 1986             | Luca Barbarossa                                  | Via Margutta/Ognuno di noi                                             |
| A 7197             | 8 novembre 1986  | Alessandro Bono                                  | Vendo casa/Dalle 8 alle 10 p.m.                                        |
| A 7219             | 1986             | Miki                                             | Lei/Ho bisogno di te                                                   |
| 650377             | 1987             | Miki                                             | Straniero/Show                                                         |
| 650379             | 1987             | Luca Barbarossa                                  | Come dentro un film/Buonanotte                                         |
| 651414             | 1988             | Luca Barbarossa                                  | L'amore rubato/Vivo                                                    |
| 651416             | 1988             | Anna Oxa                                         | Quando nasce un amore/Estensione                                       |
| 654698             | 1989             | Anna Oxa e Fausto Leali                          | Ti lascerò/Ti lascerò (strumentale)                                    |
| 654926             | 1989             | Anna Oxa e Fausto Leali                          | Avrei voluto/Avrei voluto (strumentale)                                |
| 655354             | 1989             | Luca Barbarossa                                  | Al di là del muro/Sarò qualcuno                                        |
| 655421             | 1989             | Francesco De Gregori                             | Pentathlon/300.000.000 di topi                                         |
| 655695             | 1990             | Anna Oxa                                         | Donna con te/Donna con te (strumentale)                                |
| 656006             | 1990             | Pooh                                             | Napoli per noi/L'altra donna                                           |
| 657845             | 1992             | Luca Barbarossa                                  | Portami a ballare/Ho fatto l'eroe                                      |

### CBS tedesca

#### 45 giri
| Numero di catalogo | Anno | Interprete      | Titoli                                           |
| ------------------ | ---- | --------------- | ------------------------------------------------ |
| S 5543             | 1977 | Raffaella Carrà | Liebelei/Forte forte forte (versione in tedesco) |